# Leni Robert
Leni Robert-Bächtold, née le 6 mars 1936 à Muri bei Bern (originaire du Locle, de Schleitheim et de Neuchâtel) est une personnalité politique suisse, d'abord membre du Parti radical-démocratique (PRD), puis de la Liste libre.
Elle est députée du canton de Berne au Conseil national de novembre 1983 à mai 1986 et de novembre 1991 à décembre 1995 et, entre ces deux mandats, membre du Conseil-exécutif du canton de Berne.

## Biographie
Leni Robert naît Leni Bächtold le 6 mars 1936 à Muri bei Bern. Elle est originaire de Schleitheim, dans le canton de Schaffhouse, et de deux communes neuchâteloises, Le Locle et Neuchâtel, par son mari. Elle est la fille de Jakob Bächtold, ingénieur et conseiller national indépendant de 1959 à 1975 et de 1978 à 1979, et d'une enseignante, Margrit Wechsler.
Après son école primaire à Berne et Meiringen et le gymnase à Schaffhouse, où elle obtient sa maturité en 1956, elle suit une formation de secrétaire puis des études en langues allemande et slaves et en journalisme aux universités de Zurich et Berne.
Elle est veuve à partir de 1968 de Jean-Denis Robert, ingénieur, avec qui elle a eu un enfant.

## Parcours politique
Elle adhère en 1968 au Parti radical-démocratique.
Elle est membre du législatif de la ville de Berne de 1971 à 1976, puis siège au Grand Conseil du canton de Berne de 1977 à 1986. En septembre 1982, elle critique une intervention violente de la police contre de jeunes manifestants demandant un centre culturel autonome et prend différentes positions en opposition à celles du parti radical auquel elle appartient. Après avoir été écartée des listes du parti radical pour les élections fédérales, elle prend part en 1983 à la création d'une nouvelle formation politique, la Liste libre, et est élue au Conseil national, où elle s’allie avec les écologistes.
En 1986, elle est la première femme élue au gouvernement cantonal bernois, où elle prend la direction de l’instruction publique. Elle devient ainsi, en compagnie de son colistier Benjamin Hofstetter, la première écologiste élue dans un exécutif cantonal en Suisse. Cette double élection, favorisée par le scandale des caisses noires bernoises ayant servi à influencer les votes sur la question jurassienne et la division entre le PRD et l'UDC, conduit à l’éviction des radicaux du gouvernement bernois. Leni Robert n’est pas réélue en 1990, notamment à cause de la réduction du nombre de membres du gouvernement de neuf à sept et de la reconstitution de l'alliance entre l'UDC et le PRD.
En 1991, elle retrouve son siège au Conseil national et l'occupe jusqu'en 1995. Au cours de ce mandat, elle fait notamment partie de l'Assemblée parlementaire du Conseil de l'Europe.

## Distinctions
Elle se voit décerner en 1984 le prix de l'Association suisse pour les droits de la femme.
En 2020, le parlement bernois vote la création d'une salle de séance à son nom dans l'Hôtel de ville de Berne,.

## Source
- (de) Cet article est partiellement ou en totalité issu de l’article de Wikipédia en allemand intitulé « Leni Robert » (voir la liste des auteurs).